# Stadio municipale di Beirut
Lo stadio municipale di Beirut (in arabo ملعب بيروت البلدي‎?) è uno stadio della capitale del Libano. La struttura può contenere 18.000 spettatori.